# Enthymesis oder W.I.E.H.
Enthymesis oder W.I.E.H. ist eine ab 1944 entstandene, Februar 1946 niedergeschriebene Erzählung von Arno Schmidt. Veröffentlicht wurde sie zuerst 1949 in dem Sammelband Leviathan an dritter Stelle nach „Gadir“ und der später entstandenen Titelerzählung. Die Abkürzung „W.I.E.H.“ bleibt unerklärt – vermutlich Wie ich euch hasse. Sie kann als Brückenerzählung zwischen Schmidts Jugendwerken, in der Bargfelder Ausgabe Juvenilia genannt, und den nach 1945 entstandenen Werken eingeordnet werden.
Sie besteht im Wesentlichen aus einem Tagebuch des Philostratos, eines Schülers des antiken Geographen Eratosthenes (etwa 276 – 194 v. Chr.), der die These seines Lehrers von der Kugelgestalt der Erde nicht akzeptieren kann. Dieses ist formal in eine nicht miterzählte Rahmenerzählung eines anonym bleibenden Erzählers eingebettet, der nur die Quelle und eine Schlussnotiz Eratosthenes’ wiedergibt.

## Handlung
Der Tagebuchschreiber leitet eine Expedition zur Vermessung des unbekannten Südens von der Mittelmeerküste in die Sahara. Er ermordet seinen meuternden und mit der kleinen Karawane umkehrenden Vertreter mit einem fernhintreffenden Pfeilschuss und scheint dann im Süden unter mythischen Lebewesen verschollen zu sein.
Erzählerische Kernhandlung sind die – oft gehässigen – Beobachtungen des Philostratos, dem trotz seiner ausgezeichneten wissenschaftlichen und landmesserischen Kenntnisse eine endlose flache Erde mehr einleuchtet als deren (damals schon erwiesene) Kugelform – weil man dann immer wieder Neues entdecken könne und nie ‚zurückkehren‘ müsse. Literarische und zeitgeschichtliche Bezüge ergeben sich aus den Hauptfiguren: Philostratos’ zweiter Mann, der Römer Aemilianus, nach dem Muster eines preußischen Landvermesser-Offiziers des 19. Jahrhunderts gezeichnet, vertritt den militaristischen Raubstaat Rom während der Punischen Kriege und spioniert den noch freien Diadochenstaat Ägypten aus. Der Karawanenführer und Dolmetscher Mabsut, der als Erster den Wahnsinn des Philostratros durchschaut, mischt sich nicht ein, er ist nur ein dienender ‚Eingeborener‘. Auch der Märchenerzähler Tarfan, der abends die Teilnehmer unterhält, beobachtet nur, übrigens mehr als alle, schweigt aber und sammelt Stoffe für künftige Geschichten.

## Hintergrund
Mit Gadir oder Erkenne dich selbst und Alexander oder Was ist Wahrheit gehört Enthymesis oder W.I.E.H. zu den Erzählungen Arno Schmidts, die in der Antike spielen.

## Ausgaben
- Arno Schmidt: Enthymesis oder W. I. E. H. In: Arno Schmidt: Leviathan. Rowohlt, Hamburg u. a. 1949, S. 77–116 (Erstausgabe).
- Arno Schmidt: Enthymesis oder W.I.E.H. In: Arno Schmidt: Enthymesis. Leviathan. Gadir. Alexander. Brand’s Haide. Schwarze Spiegel. Umsiedler. Faun. Pocahontas. Kosmas. Eine Edition der Arno Schmidt Stiftung im Haffmans Verlag, Zürich 1987, S. 7–31 (= Bargfelder Ausgabe. Werkgruppe I: Romane Erzählungen Gedichte Juvenilia. Band I [BA I,1]; derzeit maßgebliche Ausgabe).